# شهرستان کسترو (تگزاس)

موقعیت شهرستان در ایالت تگزاس

کسترو یکی از شهرستان‌های ایالت تگزاس می‌باشد.
این شهرستان در شمال‌غربی این ایالت است.
جمعیت این شهرستان در سال ۲۰۱۰ میلادی معادل ۸۰۶۲ نفر بود.